# Robert Wilson (wioślarz)
Robert Andrew Wilson (ur. 14 października 1935 w Kamloops) – kanadyjski wioślarz, srebrny medalista olimpijski.
Wystąpił na igrzyskach olimpijskich w Melbourne w 1956, gdzie Kanadyjczycy w składzie: Philip Kueber, Richard McClure, Robert Wilson, David Helliwell, Donald Pretty, Bill McKerlich, Douglas McDonald, Lawrence West i Carlton Ogawa (sternik) zdobyli srebrny medal w ósemkach. W wyścigu finałowym o 1,9 sekundy przegrali z osadą USA, a o 2,1 sekundy pokonali Australijczyków. Był to jego jedyny start olimpijski.
Ponadto zdobywał złote medale w ósemkach na igrzyskach Imperium Brytyjskiego i Wspólnoty Brytyjskiej w Vancouver w 1954 i igrzyskach Imperium Brytyjskiego i Wspólnoty Brytyjskiej w Cardiff w 1958. 
Kształcił się na Uniwersytecie Kolumbii Brytyjskiej. Trzykrotnie zdobywał mistrzostwo Kanady. 